# جان جاك غوتييه
جان جاك غوتييه (بالفرنسية: Jean-Jacques Gautier)‏ هو صحفي وكاتب وناقد سينمائي فرنسي، ولد في 4 نوفمبر 1908 في Essômes-sur-Marne ‏ في فرنسا، وتوفي في 20 أبريل 1986 في باريس في فرنسا.